# Hurricane Rock 74-88
Hurricane Rock 74-88 es un álbum recopilatorio de la banda alemana de hard rock y heavy metal Scorpions, publicado en 1994 solo en el Reino Unido y días después fue exportado a los Estados Unidos. Como el título lo dice es un compilado de éxitos de la banda desde el disco Fly to the Rainbow de 1974 hasta Savage Amusement de 1988. Lo notorio del disco es la ausencia de las power ballads «Still Loving You» y «Holiday».

## Lista de canciones
| N.º | Título                         | Escritor(es)                         | Duración |  |
| 1.  | «Speedy's Coming»              | Schenker, Meine                      |          |  |
| 2.  | «In Trance»                    | Schenker, Meine                      |          |  |
| 3.  | «Robot Man»                    | Schenker, Meine                      |          |  |
| 4.  | «Polar Nights»                 | Roth                                 |          |  |
| 5.  | «We'll burn the Sky»           | Dannemann, Schenker                  |          |  |
| 6.  | «Steamrock Fever»              | Schenker, Meine                      |          |  |
| 7.  | «He's a Woman She's a Man»     | Schenker, Meine, Rarebell            |          |  |
| 8.  | «Another Piece of Meat»        | Schenker, Rarebell                   |          |  |
| 9.  | «Coast to Coast»               | Schenker                             |          |  |
| 10. | «Lovedrive»                    | Schenker, Meine                      |          |  |
| 11. | «The Zoo»                      | Schenker, Meine                      |          |  |
| 12. | «Blackout»                     | Schenker, Meine, Rarebell, Kittelsen |          |  |
| 13. | «Can't Live Without You»       | Schenker, Meine                      |          |  |
| 14. | «When the Smoke is Going Down» | Meine, Schenker, Meine, Rarebell     |          |  |
| 15. | «Dynamite»                     | Schenker, Meine, Rarebell            |          |  |
| 16. | «Rock You Like a Hurricane»    | Schenker, Meine, Rarebell            |          |  |
| 17. | «Coming Home»                  | Schenker, Meine                      |          |  |
| 18. | «Rhythm of Love»               | Schenker, Meine                      |          |  |